# 18285 Vladplatonov
18285 Vladplatonov este un asteroid din centura principală de asteroizi.

## Descriere
18285 Vladplatonov este un asteroid din centura principală de asteroizi. A fost descoperit pe 14 aprilie 1972 la Observatorul de Astrofizică din Crimeea de Liudmila Cernîh. Asteroidul prezintă o orbită caracterizată de o semiaxă mare de 2,67 ua, o excentricitate de 0,13 și o înclinație de 12,4° în raport cu ecliptica.